# Felicia Binger
Felicia Binger (* 1993 in Frankfurt am Main) ist eine deutsche Aktivistin und Schauspielerin.

## Leben
Felicia Binger wurde in Frankfurt am Main geboren. Erste Schauspielerfahrungen sammelte sie als Kind bei den Brüder Grimm Festspielen Hanau. 2016 spielte sie in dem Tatort „Land in dieser Zeit“ unter Regie von Markus Imboden. 2018 besuchte sie die Schauspielschule Mainz.
2021 spielte Binger im Musikvideo „Madonna“ von Apache 207 und Bausa das titelgebende „Madonna-Lookalike“.

## Aktivismus
Im September 2021 berichtete Binger in einem Instagram-Post nach ihrer ersten Coronaschutzimpfung mit dem Impfstoff Comirnaty von Biontech im Mai 2021 zunächst eine Nesselsucht und später dann zahlreiche weitere Beschwerden entwickelt zu haben. Ein vermeintlich durch die COVID-19-Impfung verursachtes Krankheitsbild wird als Post-Vac-Syndrom bezeichnet. 
Seit Januar 2022 gab es zahlreiche Medienberichte, die Impfschäden bzw. das Post-Vac-Syndrom thematisierten, in denen auch Binger zu Wort kam. Zuerst berichtete die Berliner Zeitung. Weitere Beiträge erschienen im Hessischen Rundfunk, bei Sat.1, bei ARD plusminus, bei T-Online, beim MDR und im ZDF.
Binger hat keinen Antrag auf Entschädigung beim Versorgungsamt gestellt, da sie nicht mit einer Bewilligung rechne.
Binger tritt auch mit sogenannten Coronamaßnahmen-Kritikern wie "Friedlich Zusammen" auf, denen eine Nähe zu "Versatzstücken rechter Ideologien" und insbesondere Verschwörungsmythen attestiert wird.
Seit Februar 2024 tritt Binger zusammen mit der Schauspielerin und Kabarettistin Christine Prayon in einer szenischen Lesung aus Prayons Roman Abwesenheitsnotiz – Long Covid, Short Story auf.

## Filmografie
- 2016: Tatort – Land in dieser Zeit
- 2021: Comedy Central – Was ich eigentlich sagen wollte
- 2021: Das Meer ist der Himmel
- 2022: Lucy ist jetzt Gangster
- 2023: Ein Fall für Zwei
- 2023: The last time we broke up (Kurzfilm)
- 2023: Till Death Do Us Join (Kurzfilm)

## Theater
- 2004: Schneewittchen, Brüder Grimm Festspiele Hanau (Regie: Dieter Stegmann)
- 2018: Brandner Kaspar, Brüder Grimm Festspiele Hanau (Regie: Frank-Lorenz Engel)
- 2018: Biedermann und die Brandstifter, Landungsbrücken Frankfurt (Regie: Linus Koenig)[16]
- 2019: Ziemlich beste Freunde, Mainzer Kammerspiele (Regie: Oliver Blank)[17]
- 2019: Mitunter ist Brutalität das einzige MIttel gegen Traurigsein, Landungsbrücken Frankfurt (Regie: Linus Koenig)
- 2024: Testzentrum - eine satirische Lesung mit anschließender Diskursverengung, MRNA-Entertainment (Regie: Christine Prayon)